# João Rodrigues Cabrilho
Pour les articles homonymes, voir João Rodrigues (homonymie) et Rodrigues (homonymie).
 (mars 2013).
Si vous disposez d'ouvrages ou d'articles de référence ou si vous connaissez des sites web de qualité traitant du thème abordé ici, merci de compléter l'article en donnant les références utiles à sa vérifiabilité et en les liant à la section « Notes et références ».
Juan Rodriguez Cabrillo ou João Rodrigues Cabrilho (1499 - 3 janvier 1543) est un explorateur dont l'origine (espagnole ou portugaise) est encore débattue. Il est connu pour son exploration de la côte ouest de l'Amérique du Nord, alors qu'il naviguait pour le compte de l'Espagne. Il a participé à la fondation de la ville d'Oaxaca au Mexique et est le premier explorateur européen à atteindre la côte pacifique des États-Unis, le 28 septembre 1542 à San Diego, à bord du galion San Salvador (en). Une réplique de ce navire est exposée à quai au musée maritime de San Diego.

## Origines
Antonio de Herrera y Tordesillas (historien du 16e et 17e) attribue des origines portugaises à Cabrilho. Il le mentionne, dans son ouvrage Historia General de los hechos de los Castellanos en las Islas y tierra firme del Mar Oceano, comme capitaine de l'un des deux navires — San Salvador et Victoria — participant à l'exploration côtière de l’Amérique du Sud : « que nombró por Capitan dellos a Juan Rodriguez Cabrillo Portugués, persona muy platica en las cosas de la mar »,.
En 1883, Manuel María de Peralta, diplomate et historien costaricain fait, quant à lui, référence à l'explorateur en notant « Avant Drake, seul un marin espagnol distingué, Juan Rodríguez Cabrillo, s’était aventuré sous de telles latitudes sur la côte ouest de l’Amérique du Nord, […]. »
Selon la biographie écrite en 1986 par l'historien Harry Kelsey, Juan Rodríguez Cabrillo serait né en Espagne, probablement à Séville (ou Cuéllar). Sa date de naissance et ses parents sont également inconnus mais les évènements de sa vie ont laissé penser à Kelsey qu'il était né de parents pauvres « entre 1498 et 1500 » et qu'il travailla chez un marchand important de Séville pour subvenir à ses besoins sans que l'auteur n'apporte davantage de sources qu'Antonio de Herrera qui, lui, a côtoyé Cabrilho pendant de nombreuses années.
L'ouvrage El español que exploró California: Juan Rodríguez Cabrillo (1497-1543), publié en 2019 par l'historienne canadienne Wendy Kramer, vient confirmer en partie l'hypothèse de Harry Kesley en précisant que Cabrilho est originaire de Palma del Río en Andalousie,.

## Voyages

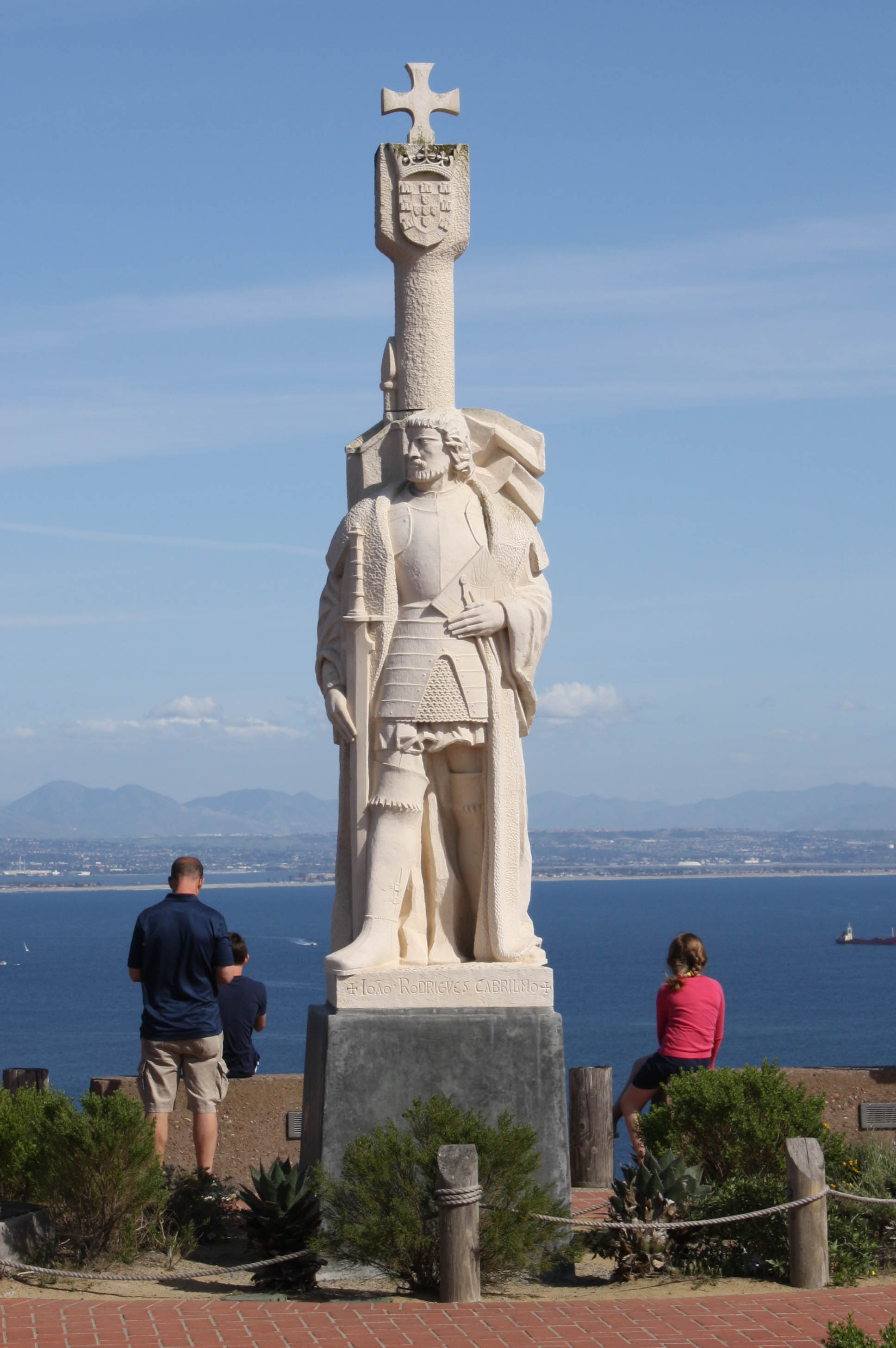
Statue de João Rodrigues Cabrilho au Cabrillo National Monument à San Diego

Rodrigues Cabrilho voyagea jusqu'à La Havane comme garçon d'équipage et rejoignit les forces de Hernán Cortés au Mexique. Plus tard, il a mis en esclavage les indigènes de ses possessions pour travailler dans les mines d'or du Guatemala. Ils firent de lui l'un des plus riches conquistadors du Mexique.
À la suite du voyage de Francisco de Ulloa en 1539, qui avait découvert le golfe de Californie, le Vice-roi de Nouvelle-Espagne, Don Antonio de Mendoza, demanda à Cabrilho de mener une expédition le long de la côte pacifique à la recherche d'opportunités de commerce, peut-être pour trouver un chemin vers la Chine.
Le 27 juin 1542 l'explorateur partit de Navidad (maintenant Acapulco) et s'arrêta le 28 septembre de la même année dans ce qui est aujourd'hui la baie de San Diego et qu'il appela « San Miguel ». Suivant la côte, il dépassa le canal de Santa Barbara et alla jusqu'à la Russian River avant que les tempêtes automnales ne le forcent à rebrousser chemin, jusqu'à l'île Santa Catalina pour passer l'hiver et effectuer les réparations des navires.
Cabrilho tombe malade et meurt de la gangrène le 3 janvier 1543. Son corps est brûlé.